# Tamatoa VI
Ari'imate Teurura'i, né en 1853 à Huahine où il est mort le 15 septembre 1905, est un membre de la famille royale de Huahine en tant que fils du roi Ari'imate et de la reine Teha'apapa II. Premier ministre de Huahine sous le règne de sa mère, il renonce à ses droits sur le trône lorsqu'il succède à sa cousine, la reine Tehauroari'i, sur le trône de Raiatea et Tahaa.
Couronné sous le nom de Tamatoa VI, il est le dernier roi des îles de Ra'iātea et Taha'a de 1884 jusqu'à l'annexion française en 1888.

## Famille
Né sous le nom de prince Teuhé Ari"imate Teurura’i, il est le second fils du roi Ari'imate et de la reine Teha'apapa II de Huahine.
Il exerce la fonction de premier ministre sous le règne de sa mère de 1874 à 1884. Petit-fils, par sa mère, du roi Tamatoa IV de Ra'iātea, il est appelé à succéder à sa cousine la reine Tehauroari'i décédée à la fin de l'année 1884. Son frère aîné le prince Marama devient Premier ministre de Huahine après son accession au trône de Raiatea en 1884.

## Roi de Raiatea et Tahaa
Il est couronné et sacré roi de Ra'iātea sous le nom de Tamatoa VI en janvier 1885.
Le royaume est sous protectorat français depuis le début des années 1881. En mars 1888, le roi est forcé de signer l'annexion de ses États à la France. Après l'annexion, il s'en retourne dans son ile natale de Huahine.
En outre, il est le chef de la famille royale de Ra'iātea et Taha'a en tant que dernier souverain. Sa descendance en sont les actuels prétendants.
À l'abdication de sa nièce la reine Teha'apapa III de Huahine en 1895, il est nommé chef du district de Té-fare-ri'i, poste qu'il occupe jusqu'à sa mort en 1905.

## Mariage et descendances
Ari'imate Tamatoa VI épouse en unique noce Tetuanuimarama Atitioroi Ori a Tati, fille d'un chef de Tahiti et descendante du grand chef Tati de Paparā. Six enfants naissent de cette union : 
- Prince Tamatoa, prétendant au trône sous le nom de Tamatoa VII
- Princesse Tevahineha'amo'eatua
- Prince Opuhara Pehupehu
- Princesse Teri'imanaitera'i
- Prince Mahine Ta'aroari'i
- Prince Tefauvero

## Titres royaux
Tamatoa VI a porté au cours de son existence les titres suivants:
- 1853 - avril 1874 Son Altesse le prince Ari'imate Teurura'i
- 1881 - 22 janvier 1885 Son Altesse le prince héritier de Ra'iātea et Taha'a
- 22 janvier 1885 - 16 mars 1888 Sa Majesté le roi de Ra'iātea et Taha'a

Le royaume est annexé à la France en 1888
Après son abdication, il garde son titre de roi à titre personnel:
- 16 mars 1888 - 15 septembre 1905 Le roi Ari'imate Tamatoa VI Teurura'i

## Sources
- Tahiti, les temps et les pouvoirs. Pour une anthropologie historique du Tahiti post-européen, Paris, ORSTOM, 543 p., Jean-François BARE.
- Tahiti aux temps anciens (traduction française de Bertrand Jaunez, Pars, Musée de l'Homme, Société des Océanistes, 671p. (édition originale Ancient Tahiti, Honolulu 1928) de Teuira Henry.
- Huahine aux temps anciens, Cahiers du Patrimoine [Savoirs et traditions] Tradition orale, Service de la Culture et du Patrimoine de Polynésie française, de B.SAURA, 2006.
- La lignée royale des Tamatoa de Ra'iatea (îles Sous-le-Vent), Papeete, ministère de la Culture, 229 p., B.SAURA.
- Raiatea 1818-1945: permanences et ruptures politiques, économiques et culturelles...Université de la Polynésie française, thèse de doctorat en histoire, 3 volumes, 517 p., Anne-Lise SHIGETOMI-PASTUREL.
- Chefs et notables au temps du protectorat: 1842 - 1880, Société des Études Océaniennes, Raoul Teissier, réédition de 1996.